# هریت آربوثنوت
هریت آربوثنوت ((به انگلیسی: Harriet Arbuthnot)؛ ۱۰ سپتامبر ۱۷۹۳ – ۲ اوت ۱۸۳۴) یک روزنامه‌نگار انگلیسی، ناظر اجتماعی و میزبان سیاسی اوایل قرن نوزدهم انگلیسی به نمایندگی از جانب حزب محافظه‌کار بود. در طول دهه ۱۸۲۰ او نزدیکترین دوست زن قهرمان واترلو و نخست‌وزیر بریتانیا، اولین دوک ولینگتون بود. او مکاتبات و معاشرت طولانی با دوک داشت که همه آنها را در خاطرات روزانه خود ثبت کرد، که در نتیجه به‌طور گسترده برای بررسی تمام زندگینامه‌های معتبر دوک ولینگتون مورد استفاده قرار می‌گیرد.
او در پیرامون اشراف بدنیا آمد و پدر و مادرش هنری فین و همسرش الیزابت، نی سویمر بودند. او با یک سیاستمدار و یکی از اعضای حاکمیت، چارلز آربوثنوت ازدواج کرد؛ بنابراین او به‌راحتی می‌توانست با بسیاری از شخصیت‌های کلیدی دوره نیابت سلطنت و اواخر عصر ناپلئون ملاقات کند. او که جلسات و گفتگوها را اغلب کلمه به کلمه ضبط می‌کرد، امروزه به «خانم آربوثنوت» تبدیل شده که در بسیاری از زندگی‌نامه‌ها و تاریخ‌های آن دوران ذکر گردیده‌است. مشاهدات و خاطرات او از زندگی در تشکیلات بریتانیا به افراد محدود نمی‌شود؛ بلکه سیاست، رویدادهای بزرگ و زندگی روزمره را با توجه یکسان به جزئیات مستند می‌کند و تصویر واضح و روشنی از وقایع شرح داده‌شده در اختیار مورخان قرار می‌دهد. خاطرات او سرانجام در سال ۱۹۵۰ با عنوان مجله خانم آربوثنوت منتشر شد.

## ابتدای زندگی
هریت آربوثنوت در ۱۰ سپتامبر ۱۷۹۳ متولد شد و نامش در هنگام تولد، هریت فین انتخاب گردید و دختر هون هنری فین بود. پدرش نیز دومین پسر توماس فین، هشتمین ارل وست مورلند بود. هنری فین به عنوان یک مرد جوان، «بسیار بیکار و بی‌خیال و وقت گذران در اطراف شهر» توصیف شده بود. با این حال، او فرصت عضویت در پارلمان لایم را پیدا کرد و در سال ۱۷۷۲ به عنوان نگهبان جاده‌های خصوصی پادشاه منصوب شد. در سال ۱۷۷۸، او با مادر آربوثنوت، آن باتسون، وارث اموال ادوارد باکلی باتسون، ازدواج کرد. این زوج ۱۴ فرزند شامل نه پسر و پنج دختر داشتند.
هریت جوان بیشتر دوران کودکی خود را در خانه خانوادگی خود در فولبک‌هال، که بالای تپه‌های آهکی بالای گرانتهام در لینکلن شایر قرار داشت، گذراند. این خانه که از طرف پدر هنری فین به او داده شده بود، در زمان کودکی آربوثنوت عمارتی مدرن و چندان بزرگ نبود. این خانه پس از آتش‌سوزی در سال ۱۷۳۳ بازسازی شد و در سال ۱۷۸۴ توسط هنری فین بزرگ‌تر و مدرنیزه شد.
پدر هریت فین زمانی که او نه ساله بود درگذشت؛ اما ثروت خانواده در سال ۱۸۱۰ و زمانی که مادرش املاک ایون تیرل در همپشایر و املاک آپوود در دورست را به ارث برد، به‌طور قابل توجهی افزایش یافت. این باعث شد که خانم فین بیوه سالانه ۶۰۰۰ پوند درآمد داشته باشد (معادل سالانه ۴۴۰۰۰۰ پوند سال ۲۰۲۰).